# Assist d'icône

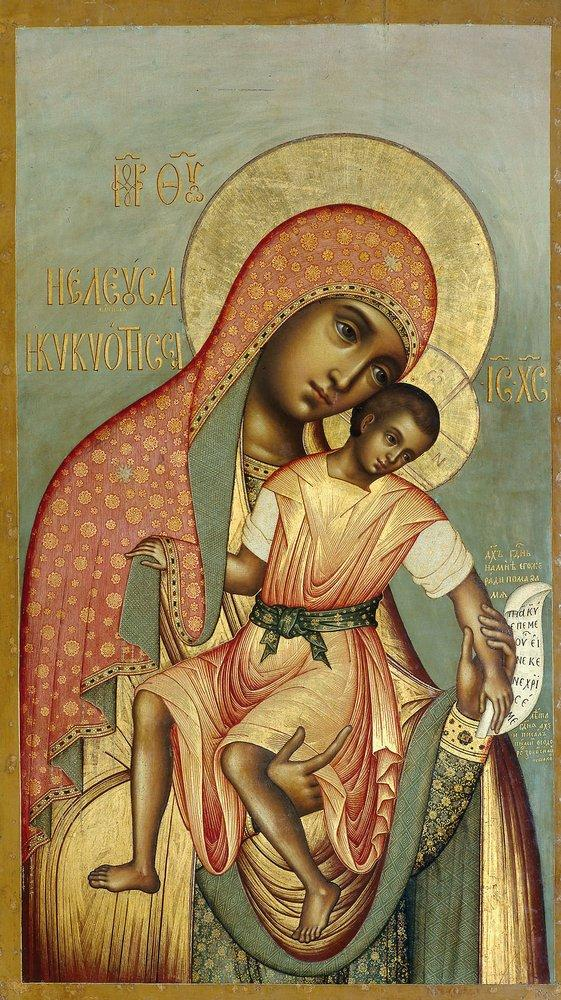
Icône de Marie. Éléousa-Kikksaïa. Simon Ouchakov. 1668. Les vêtements sont réalisés en or fondu.

L'assist d'icône ou assist ou dorure à l'assist (en russe : а́ссист ou присутствующий) (en grec moderne : χρυσοκονδυλιές) en iconographie, est l'application d'un trait à la feuille d'or ou d'argent sur les plis des vêtements, sur les ailes d'un ange, sur les plumes, sur les bancs et tables, sur les trônes, les coupoles qui symbolise la présence de la lumière divine par sa présence dans l'espace de l'icône. Techniquement, l'assist joue le rôle des rehauts clairs et de la dorure en peinture. La théologie de l'icône orthodoxe y ajoute une signification spirituelle. C'est un moyen d'expression fort utilisé dans l'art byzantin et dans l'iconographie orthodoxe slave. Traditionnellement, l'assist est utilisé surtout pour les vêtements de Jésus-Christ ou de la Théotokos quand ils sont représentés en gloire : comme pour Résurrection de Jésus, l'Ascension du Seigneur, la Transfiguration, la Dormition de Marie (mère de Jésus), parfois dans une déisis. Dans l'Annonciation d'Oustioug c'est pour l'archange Gabriel que l'assist a été utilisé. Mais à partir du XVIe siècle l'assist a pu être utilisée librement dans l'hagiographie pour tous les vêtements des représentations des saints. L'iconographie était soumise à des règles orthodoxes sévères qui se sont parfois assouplies au cours des siècles.
Le clergé ne pouvait admettre que des sujets soient traités de manière différentes en fonction des goûts des artistes iconographes. L'invention était considérée comme un sacrilège et non comme un mérite. Des manuels techniques, des guides de la peinture encadraient les peintres pour leur éviter d'errer.

## Technique de la dorure

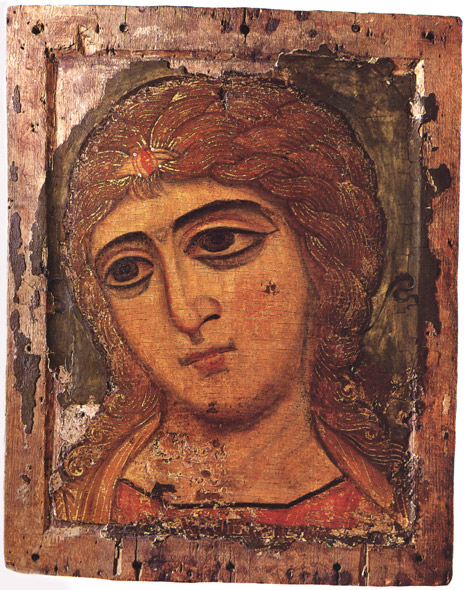
L'ange aux cheveux d'or, (XIIe siècle), les cheveux de l'ange sont réalisés par l'assist.

L'assist de l'icône est réalisé comme suit : la surface de l'icône est entièrement recouverte de poudre de craie finement broyée pour que les feuilles d'or ou d'argent ne collent pas à la couche de peinture fraîche. Puis la surface choisie pour l'assist est recouverte d'une colle spéciale. La feuille d'or ou d'argent est prise précautionneusement et posée sur les surfaces préparées et est tamponnée avec des boules de mies de pain. Ensuite, une fois la colle sèche, les morceaux de métal sont soigneusement récupérés et une pierre d'agate permet de polir et de faire briller les surfaces (plus tard, c'est aussi au moyen d'ivoire de dents d'animaux que cette opération était réalisée, grâce à l'ivoire de dents d'animaux).
Dans certains cas c'est de la poussière d'or qui est appliquée pour l'assist (ce sont des particules d'or microscopiques mélangées à la colle, à une gomme). Ceci particulièrement au XVIIe et au XVIIIe siècle. Les iconographes l'utilisaient pour les plis des vêtements, pour garnir les fonds de types paysagers avec des feuilles, des arbres, de l'herbe. Ces fines touches d'or étaient appliquées « à la plume » ou « au pinceau ».
On appelle aussi l'assist la composition adhésive sous la dorure — « dorer à l'assist ». Elle se prépare à partir de l'essence végétale d'ail ou de moût.